# 픽처 쇼
픽처 쇼(Picture Show)는 1919년 5월 3일부터 1960년 12월 31일까지 영국에서 발행된 주간 영화 잡지였다. 이 잡지는 영국에서 가장 오래된 영화 엔터테인먼트 잡지 중 하나였다.